# Caloplaca appressa
Caloplaca appressa är en lavart som beskrevs av Wetmore & Kärnefelt. Caloplaca appressa ingår i släktet orangelavar och familjen Teloschistaceae.   Inga underarter finns listade i Catalogue of Life.